# احمد سوداگر
احمد سوداگر (۲۰ فروردین ۱۳۳۹ – ۲۱ بهمن ۱۳۹۰) سرتیپ سپاه پاسداران انقلاب اسلامی بود، که در طول جنگ ایران و عراق از اعضای سپاه پاسداران به‌شمار می‌آمد و در اغلب عملیات‌های اصلی سپاه در جنگ، حضور داشت.
سوداگر از ۱۳۶۴ تا ۱۳۶۵ معاون اطلاعات قرارگاه کربلا، از ۱۳۶۵ تا ۱۳۶۶ معاون اطلاعات قرارگاه نجف و از ۱۳۶۵ تا ۱۳۶۷ معاون اطلاعات قرارگاه قدس بود. وی پس از جنگ از ۱۳۶۸ تا ۱۳۷۱ به‌عنوان جانشین فرمانده لشکر ۷ زرهی ولی عصر فعالیت می‌کرد، در فاصله سال‌های ۱۳۷۱ تا ۱۳۷۸ فرماندهی لشکر ۲۵ کربلا و از ۱۳۷۸ تا ۱۳۸۰ فرماندهی لشکر ۲۷ محمد رسول‌الله را برعهده داشت. 
او از ۱۳۸۰ تا ۱۳۸۲ معاون اطلاعات نیروی زمینی سپاه پاسداران بود، از ۱۳۸۲ تا ۱۳۸۴ فرماندهی دانشکده اطلاعات و امنیت سپاه را برعهده داشت و از ۱۳۸۴ تا ۱۳۹۰ به‌عنوان رئیس پژوهشگاه علوم و معارف دفاع مقدس فعالیت می‌کرد. سوداگر از جانبازان جنگ ایران و عراق بود و در این دوران ۱۲ بار مجروح شد.

## زندگی و فعالیت
سوداگر در سال ۱۳۳۹ در شهر دزفول زاده شد و تحصیلاتش را تا پایان دبیرستان در آنجا سپری نمود. او فعالیت در سپاه پاسداران را از سال ۱۳۵۹ در سپاه دزفول آغاز کرد و در طول جنگ، از ۱۳۶۳ تا ۱۳۶۴ معاونت اطلاعات قرارگاه کربلا، از ۱۳۶۴ تا ۱۳۶۵ معاونت اطلاعات قرارگاه نجف اشرف و از ۱۳۶۵ تا ۱۳۶۷ مسئولیت معاونت اطلاعات و عملیات قرارگاه قدس را برعهده داشت. وی از طراحان اصلی عملیات‌های والفجر ۸، کربلای ۴، کربلای ۵ و کربلای ۸، نصر ۵ و نصر ۸، بیت‌المقدس ۲، والفجر مقدماتی، بدر و والفجر ۱۰ محسوب می‌شود.

## تحصیلات
سوداگر در سال ۱۳۶۲ دوره دافوس ارتش را سپری کرد و در سال ۱۳۶۸ دوره تکمیلی را در دانشگاه فرماندهی و ستاد سپاه پاسداران به‌پایان رساند. وی دانش‌آموخته کارشناسی و کارشناسی ارشد مدیریت آموزشی از دانشگاه آزاد ساری و دکتری مدیریت آموزشی از دانشگاه آزاد واحد علوم و تحقیقات تهران بود.

## پس از جنگ
سوداگر از ۱۳۶۸ تا ۱۳۷۲ فرماندهی لشکر ۷ زرهی ولی عصر را برعهده داشت، در فاصله سالهای ۱۳۷۲ تا ۱۳۷۸ فرمانده لشکر ۲۵ کربلا بود و از ۱۳۷۸ تا ۱۳۸۴ به‌عنوان فرمانده لشکر ۲۷ محمد رسول‌الله فعالیت می‌کرد. وی از سال ۱۳۸۴ تا سال ۱۳۹۰ ریاست پژوهشگاه علوم و معارف دفاع مقدس را برعهده داشت و از اعضای هیئت علمی دانشگاه امام حسین بود.

## درگذشت
سوداگر در ۲۱ بهمن ماه ۱۳۹۰ بر اثر ایست قلبی و تنفسی در حالی که از صدمات جنگی و استنشاق گاز‌های شیمیایی و ۸۲ درصد جانبازی رنج می‌برد، درگذشت. پیکر او در گلزار شهدای بهشت علی دزفول، در کنار برادرش محمود سوداگر و فرزندش ناصر سوداگر به خاک سپرده شد. سنگ مزار و یادبودی از وی در قطعه ۲۴ بهشت زهرا در ردیف ۷۷ در کنار مزار حسن باقری، محمد ابراهیم همت، محمد بروجردی، مصطفی چمران، جواد فکوری و چندین تن دیگر از کشته‌شدگان جنگ ایران و عراق وجود دارد.

## یادداشت
1. ↑  پس از مرگ بر اثر جراحات جنگی، به سرلشکر پاسدار ترفیع داده شد.[۲]